# Fagus engleriana
Fagus engleriana là một loài thực vật có hoa trong họ Fagaceae. Loài này được Seemen ex Diels mô tả khoa học đầu tiên năm 1900.

## Hình ảnh

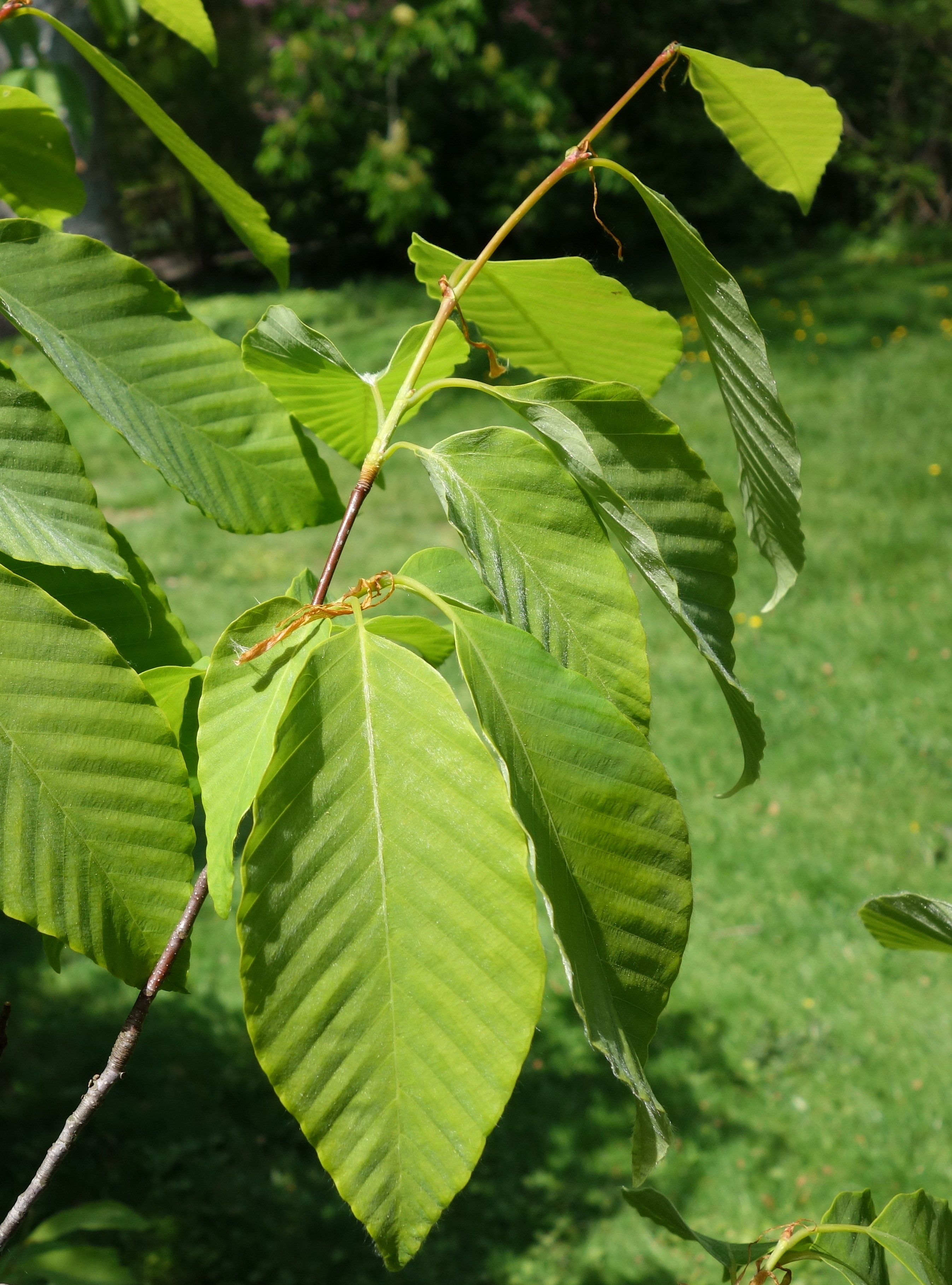